# Николаос Аргириадис
Николаос Аргириадис (на гръцки: Νικόλαος Αργυριάδης) е гръцки педагог, писател, редактор, общественик и преводач.

## Биография
Николаос Аргириадис е роден в 1812 година в Сятища, тогава в Османската империя, днес Гърция. Син е на гръцкия учен Аргириос Папаризос. Брат е на Димитриос Аргириадис и Атанасиос Аргириадис. Първоначално учи при баща си в Сятища, а после продължава обучението си във Виена.
Аргириадис пише в серия вестници и списания, като дори издава собствено списание в Атина от 1840 до 1843 година – „Европайкос Еранистис“ (Ευρωπαϊκός Ερανιστής).
Аргириадис става директор на училищата в Митилини, Ламия, както и на Сярската гимназия и гимназията в Леонидио в 1883 година.
Като директор на Сярската гимназия поддържа връзки със Стефан Веркович. В 1869 година му предоставя описание на единадесет кази от Битолския санджак – Костурска, Леринска, Венче, Сервийска, Островска, Джумайска, Саръгьолска-Кайлярска, Велвенска, Гревенска, Кожанска и Анаселишка, който Веркович в 1889 година публикува в своя „Топографическо-этнографическій очеркъ Македоніи“. Описите са правени от бивши ученици на Аргириадис, жители на тези кази и Веркович заплаща по 14 турски лири за описа на всяка каза.
Николаос Аргириадис умира в 1892 година в Атина.